# Diplomatura
Diplomatura o diplomatura universitaria es una antigua titulación de educación superior en España que se obtenía tras realizar un programa de pregrado de tres años de duración en una universidad. Se trataba de un grado académico corto (de un solo ciclo) especializado, a diferencia de la licenciatura, titulación de dos ciclos, donde en el primer ciclo (equivalente a una diplomatura) generalmente se impartían cursos más generalistas y en el segundo ciclo se accedía a la especialización.
La diplomatura tiende a desaparecer en la Unión Europea desde la creación del Espacio Europeo de Educación Superior.